# Fermín Aliaga
Fermín Aliaga Aliaga (Cañada del Fenollar, Alicante, 1960) es un profesor universitario y expolítico español del PP. Fue alcalde de San Vicente del Raspeig en 1991.

## Biografía
Natural de la Cañada del Fenollar, su padre fue trabajador de las canteras cercanas a esta partida rural alicantina. Es profesor de Economía Aplicada en la Universidad de Alicante.
Las elecciones municipales de 1991 en San Vicente del Raspeig dejaron un empate técnico a 9 concejales entre el PSVI y el PSOE. El PP con solo 2 concejales aprovechó el desacuerdo entre las dos listas más votadas para conseguir que Fermín Aliaga fuese investido alcalde el 15 de junio de 1991 tras el pacto de gobierno con el Partido San Vicente Independiente (PSVI), dirigidos por el anterior alcalde, Jaime Antón.
La alianza PP-PSVI duró menos de seis meses, al presentar su dimisión Fermín Aliaga al avanzar la moción de censura registrada por el PSOE que contaba con el apoyo de su socio de gobierno, el PSVI.
En las elecciones municipales de 1995 repitió como concejal en la oposición en el Ayuntamiento de San Vicente del Raspeig, y al término de ese mandato se retiró de la política municipal al apostar el PP por Luisa Pastor Lillo como candidata a la alcaldía.
Posteriormente ha ocupado cargos institucionales por el PP, como consejero de RTVV en 2003, o suplente a senador del PP por Les Corts en 1999, nombramiento del que renunció en 2002 cuando iba a ser nombrado tras la renuncia del titular Juan Seva, lo que supuso el nombramiento de Eduardo Zaplana como senador.